# きょうの料理
『きょうの料理』（きょうのりょうり）は、1957年11月4日から放送されている日本放送協会（NHK）の料理番組である。
開始当初は、映像はモノクロ放送、音声はモノラル放送であったが、1966年4月4日から東京（NHK放送センター）制作分が、翌年1月から大阪（NHK大阪放送局）制作分が各々カラー化された。後に映像はハイビジョン制作、音声はステレオ放送となった。

## 概要
前身は、1953年2月2日に放送を開始した『ホーム・ライブラリー』で、週1回が料理講座に充てられた。
1957年11月4日から1つの番組として独立し、その日の晩ごはんのレシピの参考になる情報を、和・洋・中など幅広いジャンルで、実技を交えて提供している。
番組開始第1回は、調理することなく完成品を持ち込んで食卓のプランを披露するのみであった。初めて調理した料理は第3回の「かきのカレーライス」で、講師は榊叔子であった。下茹でしたカキを牛乳仕立てのカレーソースにし、カキの茹で汁で炊いたカレーピラフの上にかけた。普通に手に入る材料に手間を掛けた料理になっている。
当番組の成功により、その後開局した民放各局（1959年に開局のフジテレビや日本教育テレビ〈現・テレビ朝日〉）でも料理番組が設定されるようになった。
CBCテレビ・日本テレビの『キユーピー3分クッキング』、大阪テレビ放送→朝日放送（現・朝日放送テレビ）の『料理手帖』と並ぶ日本の長寿料理番組の1つであり、2006年10月2日からは「日本一の長寿テレビ番組」になった。
放送時間は、開始当初は10分間であったのが、1959年度から15分間、1963年度から20分間、1976年度から25分間に拡大された。
一方、放送曜日と1週間の放送回数（再放送を除く）は、開始当初は月曜日 - 土曜日の6回であったのが、1997年度から月曜日 - 金曜日の5回、2001年度から月曜日 - 木曜日の4回、2019年度から月曜日 - 水曜日の3回に減少した（#放送時間を参照）。
オープニングで流れる、冨田勲作曲の軽快でほのぼのとしたテーマソングは、当番組に限らず日本のテレビの料理シーン全般における定番BGMとなっている。放送開始40周年を迎えた1997年11月4日からラテン風の新アレンジバージョンになった。
オープニング映像は、以前は実写であったが、その後はアニメーションに変わり、2006年度までは上田三根子が担当、2007年度から新しいものに変わっている。
収録はNHK放送センターにて1日2本・週2回のペースで行われるが、定期的にNHK大阪放送局にて行われている。いずれの回も、リハーサルを2回行った後に本番が収録されるが、本番はほぼ撮って出しの状態になるという。
2017年5月23日に催された取材会においては「24分半の番組なんですが、1回リハーサルをして打ち合わせをして、本番では生放送と同じ24分半で撮り切るというスタイルを変わらずやっているんです」「編集しないんです。リハーサルをきちっとして本番はピシャっと終わる」などの舞台裏が明かされた。ただし、2022年現在では「半分は撮って出し、半分は後編集」というスタイルに変化しているという。
2021年4月2日から東京のNHK放送センターのバックアップ機能を持つNHK大阪放送局の機能強化の一環として、金曜日の昼については基本的に大阪発の生放送番組の編成とすることとなった。これにより、当番組が12時20分 - 12時43分の枠で大阪からの生放送となり、その後の『列島ニュース』『京コトはじめ』『ニュース きん5時』と、大阪発生放送が2023年12月22日まで続いた。
ただし月1回は、この枠で「栗原はるみのキッチン日和」（事前収録）を放送しており、こちらは東京制作である。
NHKで放送される他の趣味番組と同様、NHK出版が刊行する番組テキストがあり、番組の最後には必ず司会者が「テキストも参考になさってください」などと付け加える。
テキストには料理ごとに番号が振られているが、2012年度からは番組中においても、料理紹介時と料理完成時に表示される料理名にテキスト上の番号が併せて表示されるようになった。
テキストに掲載される料理写真などは、原則として放送3か月前に撮影されるが、原材料の入手時期が限られる料理（梅干しなど）については放送1年前に撮影ならびに番組収録を終わらせておくという。
放送開始60周年を迎えた2017年11月4日に『祝60歳 きょうの料理伝説60』が14時 - 15時に生放送された（12日未明の0時25分 - 1時25分に再放送）。『きょうの料理』にまつわる伝説60個を紹介。『生放送月刊きょうの料理』同様Twitterでメッセージを受け付け、随時番組内で表示された。出演：藤井隆・小倉優子・土井善晴・平野レミ。司会：後藤繁榮・柘植恵水。
2023年10月、ギネスワールドレコーズは当番組を「テレビ料理番組の最長放送」として、ギネス世界記録に認定したことを発表した。

## 放送時間
太字は現在の放送時間。

### 本放送

#### 総合
| 期 間                         | 放送時間      | 曜 日   | 備 考                         |
| ----------------------------- | ------------- | ------- | ----------------------------- |
| 1957年11月4日 - 1959年4月4日  | 12:50 - 13:00 | 月 - 土 | 10分間で放送開始              |
| 1959年4月6日 - 1962年3月31日  | 12:40 - 12:55 | 月 - 土 | 15分間に拡大                  |
| 1962年4月2日 - 1963年3月30日  | 9:30 - 9:45   | 月 - 土 |                               |
| 1963年4月1日 - 1965年4月3日   | 9:30 - 9:50   | 月 - 土 | 20分間に拡大                  |
| 1965年4月5日 - 1976年4月2日   | 9:40 - 10:00  | 月 - 土 |                               |
| 1976年4月5日 - 1997年3月29日  | 10:05 - 10:30 | 月 - 土 | 25分間に拡大                  |
| 1997年4月8日 - 1999年3月24日  | 10:05 - 10:30 | 月 - 金 | 土曜日の放送を廃止            |
| 2021年4月2日 - 2023年12月22日 | 12:20 - 12:43 | 金      | 22年ぶりに総合の 本放送を復活 |

#### 教育→Eテレ
| 期 間                         | 放送時間      | 曜 日   | 備 考                      |
| ----------------------------- | ------------- | ------- | -------------------------- |
| 1999年4月5日 - 2000年3月31日  | 20:05 - 20:30 | 月 - 金 | 金曜日は20:08 - 20:33      |
| 2000年4月3日 - 2000年8月31日  | 20:03 - 20:28 | 月 - 金 | 金曜日は20:05 - 20:30      |
| 2000年9月1日 - 2001年3月30日  | 20:03 - 20:28 | 月 - 金 | 金曜日は20:18 - 20:43      |
| 2001年4月2日 - 2003年4月3日   | 20:03 - 20:28 | 月 - 木 | 金曜日の放送を廃止         |
| 2003年4月7日 - 2008年3月27日  | 21:00 - 21:25 | 月 - 木 |                            |
| 2008年3月31日 - 2011年3月24日 | 11:00 - 11:25 | 月 - 木 |                            |
| 2011年3月28日 - 2019年3月28日 | 21:00 - 21:25 | 月 - 木 | 本放送枠と再放送枠を交換   |
| 2019年4月1日 - 2021年3月31日  | 21:00 - 21:25 | 月 - 水 | 木曜日の放送を廃止         |
| 2021年4月5日 - 2023年12月26日 | 21:00 - 21:25 | 月・火  | 水曜日の放送を再放送に変更 |
| 2024年1月8日 - （ 現 在 ）    | 21:00 - 21:25 | 月 - 水 | 水曜日の放送を本放送に変更 |

### 再放送

#### 総合
| 期 間                         | 放送時間      | 曜 日   | 備 考                                       |
| ----------------------------- | ------------- | ------- | ------------------------------------------- |
| 1962年4月2日 - 1963年3月26日  | 13:00 - 13:15 | 月 - 金 |                                             |
| 1963年4月8日 - 1964年3月27日  | 13:00 - 13:20 | 月 - 金 | 20分間に拡大                                |
| 1964年4月6日 - 1965年4月1日   | 14:15 - 14:35 | 月 - 金 |                                             |
| 1966年4月4日 - 1974年3月27日  | 15:40 - 16:00 | 月 - 金 |                                             |
| 1974年4月8日 - 1976年3月30日  | 14:30 - 14:50 | 月 - 金 |                                             |
| 1976年4月5日 - 1984年3月9日   | 16:05 - 16:30 | 月 - 金 | 25分間に拡大                                |
| 1984年4月5日 - 1991年3月27日  | 15:05 - 15:30 | 月 - 金 |                                             |
| 1991年4月8日 - 1992年3月26日  | 15:05 - 15:30 | 月 - 木 |                                             |
| 1992年4月7日 - 1993年3月11日  | 15:10 - 15:35 | 月 - 木 |                                             |
| 1993年4月6日 - 1994年3月25日  | 13:25 - 13:50 | 火 - 金 |                                             |
| 1996年4月5日 - 1997年2月28日  | 0:30 - 0:55   | 金      |                                             |
| 1997年4月1日 - 1998年3月31日  | 0:30 - 0:55   | 火      |                                             |
| 1999年4月5日 - 2000年3月24日  | 10:05 - 10:30 | 月 - 金 |                                             |
| 2000年4月3日 - 2001年3月23日  | 9:30 - 9:55   | 月 - 金 |                                             |
| 2001年3月28日 - 2003年9月25日 | 9:30 - 9:55   | 火 - 金 |                                             |
| 2003年10月7日 - 2004年3月19日 | 10:05 - 10:30 | 火 - 金 |                                             |
| 2012年4月6日 - 2020年9月25日  | 10:15 - 10:40 | 金      | Eテレでその週に放送した 内容から1つを再放送 |
| 2020年10月2日 - 2021年3月12日 | 11:05 - 11:30 | 金      | Eテレでその週に放送した 内容から1つを再放送 |
| 2024年4月4日 - （ 現 在 ）    | 11:05 - 11:30 | 木      | [ 注 6 ]                                    |

#### 教育→Eテレ
| 期 間                         | 放送時間      | 曜 日   | 備 考                         |
| ----------------------------- | ------------- | ------- | ----------------------------- |
| 1976年4月5日 - 1989年3月30日  | 21:00 - 21:25 | 月 - 木 |                               |
| 1989年4月3日 - 1990年3月30日  | 21:00 - 21:25 | 月 - 金 | 金曜日は21:45 - 22:10         |
| 1990年4月2日 - 1991年3月29日  | 21:00 - 21:25 | 月 - 金 |                               |
| 1991年4月1日 - 1992年4月3日   | 21:00 - 21:25 | 月 - 金 | 金曜日は23:30 - 23:55にも放送 |
| 1992年4月5日 - 1994年4月8日   | 21:00 - 21:25 | 日 - 金 | 日曜日は16:30 - 16:55         |
| 1994年4月11日 - 1995年3月24日 | 21:00 - 21:25 | 月 - 土 | 土曜日は16:10 - 16:35         |
| 1995年3月27日 - 1997年3月29日 | 21:00 - 21:25 | 月 - 土 | 土曜日は16:00 - 16:25         |
| 1997年3月31日 - 1999年4月2日  | 21:00 - 21:25 | 月 - 金 |                               |
| 2004年4月5日 - 2008年3月28日  | 14:00 - 14:25 | 火 - 金 |                               |
| 2008年3月31日 - 2011年3月24日 | 21:00 - 21:25 | 月 - 木 |                               |
| 2011年4月4日 - 2019年4月4日   | 11:00 - 11:25 | 月 - 木 |                               |
| 2019年4月8日 - 2022年3月30日  | 11:00 - 11:25 | 月 - 水 |                               |
| 2021年4月7日 - 2023年12月27日 | 21:00 - 21:23 | 水      | 総合における放送分            |
| 2022年4月4日 - （ 現 在 ）    | 11:30 - 11:55 | 月 - 水 |                               |

#### その他
| 期 間                          | 放送曜日と時間         | 備 考 |
| ------------------------------ | ---------------------- | --- |
| 2003年4月11日 - 2006年11月17日 | 原則金曜日 2:30 - 3:45 | BS2にて、3回分まとめて放送（難視聴対策放送）。                                                                  |
| 2007年4月7日 - 2009年3月14日   | 土曜日 11:00 - 12:40   | デジタル教育・第3チャンネル（デジタル023。現・Eテレサブチャンネル）にて、その週に放送したものをまとめて再放送。 |

このほか、CSの食と旅のフーディーズTV（2016年4月30日限りで閉局）などでは、2000年代前半の放送が再放送された。

### 生放送月刊きょうの料理
| 放 送 日       | 放 送 時 間   |
| -------------- | ------------- |
| 2015年9月12日  | 16:30 - 17:00 |
| 2015年10月3日  | 15:30 - 16:00 |
| 2015年11月7日  | 14:00 - 14:30 |
| 2015年12月13日 | 16:30 - 17:00 |
| 2016年1月9日   | 16:30 - 17:00 |
| 2016年2月13日  | 16:30 - 17:00 |
| 2016年3月5日   | 16:00 - 16:30 |
| 2016年4月10日  | 16:30 - 17:00 |
| 2016年5月8日   | 16:30 - 17:00 |
| 2016年6月5日   | 16:30 - 17:00 |
| 2016年7月10日  | 16:30 - 17:00 |
| 2016年8月6日   | 16:30 - 17:00 |
| 2016年9月10日  | 16:30 - 17:00 |
| 2016年10月2日  | 16:30 - 17:00 |
| 2016年11月6日  | 15:30 - 17:00 |
| 2016年12月4日  | 16:30 - 17:00 |
| 2017年1月7日   | 16:30 - 17:00 |
| 2017年2月4日   | 16:30 - 17:00 |
| 2017年3月5日   | 16:30 - 17:00 |

- 出演者は土井善晴と後藤繁榮で固定。
- 生放送であることを生かし、Twitterでメッセージを募集、常時画面に表示させていた。

## 出演者
特記事項のない者はすべてNHKアナウンサー。

### 現在の進行役

#### 東京発
テーマ・講師により交替出演。
- 後藤繁榮（2000年4月 - ）
  - NHKを定年退職後も外部扱いで出演継続。
- 安藤佳祐（2023年4月 - ）
- 守本奈実（2023年4月 - ）
- 片山千恵子（2024年4月 - ）
- TAIRIK（TSUKEMEN）（ヴァイオリニスト。2021年4月14日 - ）
  - 月一コーナー「栗原はるみのキッチン日和」進行。
- 古川慎（声優。2022年4月26日 - ）
  - 月一コーナー「強火で行こうぜ!」進行、ドッキー役。
- 増田俊樹（声優。2023年8月22日 - ）
  - 月一コーナー「強火で行こうぜ!」進行、ドゥッキー役。

#### 大阪発
- 岩槻里子（2021年4月2日 - ）
  - 東京在勤時も2013年度に担当。2度目の在任中大阪から再び京都に転勤となったが、大阪発は京都市関係の講師も多数出演することから継続して担当。
- 一柳亜矢子（2023年4月7日 - ）
  - 月1回の大原千鶴担当企画で進行担当。
    - 過去に大阪で勤務していた時も、産休時の小林千恵の代役として2014年9月 - 2015年3月期を担当。
- 桂南光（落語家。2021年4月2日 - ）
  - 月1回の大原千鶴担当企画で大原の相方を務める。
    - 2021年度：大原千鶴の小粋な季節の食卓。
    - 2022年度：おいしく使いきる!大原千鶴の愛情ごはん。
    - 2023年度：ムリなく楽しく!大原千鶴のひとりごはん。偶数月のみに。
- 青木愛（元アーティスティックスイミング日本代表。2023年5月5日 - ）
  - 月1回の大原千鶴担当企画で大原の相方を務める。
    - 2023年度：ムリなく楽しく!大原千鶴のひとりごはん。奇数月のみ担当。

### 過去の進行役

#### 東京発
| 出 演 者   | 出 演 期 間 な ど                                                                |
| ---------- | -------------------------------------------------------------------------------- |
| 伊集院礼子 |                                                                                  |
| 山根基世   |                                                                                  |
| 渡辺恭子   | フリーアナ 、1990年代まで担当                                                    |
| 安部みちこ | 2010年度 - 2011年6月、2012年9月10日 - 2013年3月                                  |
| 内多勝康   | 2012年4月 - 2013年3月                                                            |
| 北郷三穂子 | 2011年7月 - 2012年3月                                                            |
| 江崎史恵   | 2008年度 - 2009年度                                                              |
| 小野真弓   | タレント。2009年度                                                               |
| 村上由利子 | 2005年度                                                                         |
| 柴田祐規子 | 2000年度 - 2001年度（金曜日のみ）、2003年度 - 2004年度                           |
| 岸本多万重 | 2002年度                                                                         |
| 目加田頼子 | 1999年度 - 2001年度                                                              |
| 與芝由三栄 | 2012年4月 - 2012年9月1日、10月1日、2014年4月 - 2015年3月                         |
| 高橋さとみ | 2015年4月 - 2015年12月                                                           |
| 稲塚貴一   | 2018年4月 - 2020年3月                                                            |
| 谷原章介   | 俳優。2019年5月 - 2021年3月 月一コーナー「栗原はるみのおいしいのきっかけ」進行。 |
| 原大策     | 2019年4月3日 - 2023年3月                                                         |
| 廣瀬智美   | 2019年4月2日 - 2023年3月                                                         |

#### 大阪発
| 出 演 者   | 出 演 期 間               |
| ---------- | ------------------------- |
| 中村慶子   | 2008年8月 - 2009年3月     |
| 秋野由美子 | 2008年4月 - 7月、2003年度 |
| 大野済也   | 2007年度                  |
| 藤井彩子   | 2006年度                  |
| 近藤泰郎   | 2005年度、2006年度        |
| 濱中博久   | 2004年度                  |
| 小林千恵   | 2014年4月 - 8月           |
| 杉浦圭子   | 2015年4月 -               |
| 井田香菜子 | 2019年4月17日 - 2021年3月 |
| 畠山衣美   | 2020年4月 -2023年3月      |

#### 東京・大阪の両方で担当
- 山本美希（東京：2006年度 - 2007年度、大阪：2009年度 - 2013年度）
  - 2009年度から2012年度まで大阪発『おしゃれ工房』『すてきにハンドメイド』の司会と兼務。

### 講師
以下は主な講師。五十音順で表示。親子、兄弟、さらには親子孫の3代で講師を務める一家も存在する。
| 出 演 者                    | 備 考                                                      |
| --------------------------- | ---------------------------------------------------------- |
| 阿部なを                    | 料理研究家                                                 |
| 飯田深雪                    | 料理研究家                                                 |
| 板井典夫                    | “マロン”、フードスタイリスト                               |
| 井上絵美                    | 料理研究家                                                 |
| 江上栄子                    | 江上料理学院院長                                           |
| 江上佳奈美                  | 江上料理学院副院長                                         |
| 江上トミ                    | 江上料理学院創設者                                         |
| 枝元なほみ                  | 料理研究家                                                 |
| 王馬熙純                    | 中国料理研究家                                             |
| 大原照子                    | 英国料理研究家                                             |
| 大原千鶴                    | 料理研究家：大阪局制作時                                   |
| 奥村彪生                    | 伝承料理研究家：大阪局制作時                               |
| 小田切道子                  |                                                            |
| 落合務                      | イタリア料理店「ラ・ベットラ・ダ・オチアイ」オーナーシェフ |
| 小野正吉                    | ホテルオークラ東京初代総料理長                             |
| カーリー西條                | 料理研究家                                                 |
| 葛西麗子                    | 料理・洋菓子研究家                                         |
| 笠原将弘                    | 「賛否両論」店主                                           |
| 片岡護                      | イタリア料理店「リストランテ アルポルト」オーナーシェフ    |
| 杵島直美                    | 料理研究家                                                 |
| きじまりゅうた              | 料理研究家                                                 |
| 城戸崎愛                    | 料理研究家                                                 |
| グッチ裕三                  | タレント、歌手、料理愛好家                                 |
| 栗原心平                    | 料理研究家                                                 |
| 栗原はるみ                  | 料理研究家                                                 |
| ケンタロウ                  | 料理研究家                                                 |
| 小林カツ代                  | 料理研究家                                                 |
| 斉藤辰夫                    | 日本料理研究家                                             |
| 塩田ノア                    | 料理研究家                                                 |
| 島津睦子                    | パン・洋菓子研究家                                         |
| 清水信子                    | 料理研究家                                                 |
| 周富輝                      |                                                            |
| 周富徳                      | 中華料理店「広東名菜 富徳」オーナー                        |
| 尚承                        |                                                            |
| 尚道子                      | 料理研究家                                                 |
| 白井操                      | 料理研究家：大阪局制作時                                   |
| 鈴木登紀子                  | “登紀子ばぁば”、料理研究家。1970年《昭和45年》初出演       |
| 高城順子                    | 料理研究家：きょうの料理ビギナーズ監修                     |
| 滝口操                      | 女子栄養大学名誉教授                                       |
| 竹内冨喜子                  | 料理研究家                                                 |
| タサン志麻                  |                                                            |
| 辰巳浜子                    | 料理研究家                                                 |
| 辰巳芳子                    | 料理研究家、随筆家                                         |
| 田村隆                      | 築地「つきぢ田村」三代目主人                               |
| 為後彰宏                    | 辻調理師専門学校講師                                       |
| 為後義光                    | 辻学園教授                                                 |
| 陳建一                      | 中国料理店「四川飯店グループ」オーナーシェフ               |
| 陳建太郎                    |                                                            |
| 陳建民                      |                                                            |
| 辻口博啓                    | パティシェ                                                 |
| 辻嘉一                      |                                                            |
| 程一彦                      | 台湾料理店「龍潭」店主。料理研究家                         |
| 土井勝                      | 料理研究家                                                 |
| 土井善晴                    | 料理研究家                                                 |
| 鳥羽周作                    | 料理人                                                     |
| 鳴戸俊英                    | 大相撲第59代横綱。鳴戸部屋師匠                             |
| 西部るみ                    | 料理研究家                                                 |
| バーバラ寺岡                |                                                            |
| 平野レミ                    | 料理愛好家、タレント、シャンソン歌手                       |
| 藤井恵                      | 料理研究家、管理栄養士                                     |
| 藤野真紀子                  | 料理研究家                                                 |
| ベリッシモ・ フランチェスコ | タレント。料理研究家                                       |
| ほりえさわこ                | 料理研究家                                                 |
| 堀井和子                    |                                                            |
| 堀江ひろ子                  | 料理研究家                                                 |
| 堀江泰子                    | 料理研究家                                                 |
| 本多京子                    | 管理栄養士、医学博士                                       |
| 牧野哲大                    | 料理研究家、人形作家                                       |
| 三國清三                    | シェフ                                                     |
| 道場六三郎                  | 「銀座 ろくさん亭」・「懐食みちば」主人                    |
| 村上昭子                    | 料理研究家                                                 |
| 村上信夫                    | 帝国ホテル料理長・帝国ホテル顧問                           |
| 村田吉弘                    | 和食料亭「菊乃井」三代目主人：大阪局制作時                 |
| ムラヨシマサユキ            | 料理研究家                                                 |
| 柳原一成                    | 料理研究家                                                 |
| 柳原敏雄                    | 料理研究家                                                 |
| 柳原尚之                    | 料理研究家                                                 |
| 山本麗子                    | 料理研究家                                                 |
| 楊萬里                      | 料理研究家                                                 |
| 脇雅世                      | 料理研究家                                                 |
| 脇屋友詞                    |                                                            |
| 和田明日香                  | 食育インストラクター                                       |
| 渡辺あきこ                  |                                                            |

## シリーズ
番組企画でシリーズ化しているものもある。

### これなら満足!ひとり分ごはん60
2012年4月2日に初登場。通常は2人分の分量で料理を紹介しているが、1人分でも作りやすい分量の料理60品目を紹介する。

### 地元の味をいただきます
2007年4月25日に初登場。放送開始50周年を記念した企画。通常はスタジオから放送されるが、このシリーズのみ各地に出向いて地域の旬の食材を使った料理を紹介する。

### 20分で晩ごはん
1995年4月12日に初登場。文字どおり20分間で予備調理なしで料理を紹介する。このシリーズではアシスタントのアナウンサーはつかず、講師1人が料理を行う。小林カツ代の発案によるもので、初回も小林が担当した。
20分ちょうどで料理を終える必要があるため、手際が悪く時間切れ寸前もしくはタイムオーバーしてでき上がる出演者が続出した。
通常の料理番組とは違うためか段取りの不手際から調理時間が足りず、明らかに中は生煮えと推測できる肉料理などができ上がるという珍現象がごく稀に発生した。

## 放送にまつわるエピソード
2004年3月19日までは、総合でも放送されたが、3月31日からは『生活ほっとモーニング』の10時台も生放送ゾーンとなったため、Eテレのみでの放送となった。しかし、同枠はこの番組と連動した企画となっていたため、2012年4月6日から総合における再放送枠が新設された。
- 2005年10月3日から9時30分 - 9時55分に変更。同枠は、2007年4月2日から『きょうの料理プラス』としてリニューアルされた[38]。リニューアル後は『きょうの料理ビギナーズ』も一部している。
- その『きょうの料理プラス』も『生活ほっとモーニング』と共に2010年3月17日限りで放送終了[注 11]。3月29日からは、後番組『あさイチ』の料理コーナー「あさイチごはん」に引き継がれた。

テーマソングは、放送開始当初から使用され、音源自体は1990年代に新録されたバージョンに変わりながらも、曲自体は使用されている。
番組の企画立ち上げ当初はテーマソングを入れる予定はなかったが、初回放映前日になって急遽入れることになった。当時千代田区内幸町にあったNHK東京放送会館内で、作曲家、冨田勲が録音スタジオの前で作曲し、その場に居合わせた演奏家によって録音されたものである。
包丁で物を刻む音をイメージしたもの（前述のウッドブロックはこの音をイメージした）で、その名も「クッキング」とのこと。
なお、このテーマソングは料理番組の代名詞のように扱われており、NHK・民放問わず、また放送界の内外で、数え切れないほど使われ続けている。ただし、NHK自身を含め旧バージョンが使われることが多い。2002年には、ザ・フォーク・クルセダーズが再結成した際に松山猛が歌詞を付けて、1度だけの再結成（解散）コンサートで歌われた。
番組で紹介する料理で使用する食材は、おおむね全国どこでも容易に入手可能なものを使用することとなっている。そのため海外の特殊な調味料など、大都市圏以外では通信販売等を利用しなければ入手が難しい食材は、ほとんど使用されない。
同様に調理器具については「世帯普及率が50%を超えているもののみ使用する」という基準があり、この基準により圧力鍋の使用がよく議論になるという。
番組で紹介する料理のレシピ、特に塩分濃度については時代の流れを反映してかなり変化している。例えば梅干しのレシピでは、番組開始当初は「塩分濃度18%」であったものが、時代を追うごとに濃度が減り、2023年現在では5%にまで減少している。
平野レミは、ダジャレを交えたり、レミがシャンソン歌手でもあるために料理を作りながら歌を歌うことがあり、ましてや相手をする後藤繁榮アナがかなりのダジャレ好きで、息のあった2人のかけあいが好評である一方、時々このかけあいが料理番組でなくなることがある。しかし、これにより後藤アナはギャラクシー賞奨励賞を受賞した。
グッチ裕三は、必ず自身のバンド「江戸前グッチーズ」が、オープニングと料理ができたときの音楽を演奏している。
2023年現在「きょうの料理全国キャラバン 地元の味をあなたの街から」という名目で、月1回のペースで日本各地を回るイベントが行われている。1つの食材にスポットを当て、その食材の産地で料理を作るというもので、公開収録の観覧はその地区の住民のみ事前応募が可能。
なお、このイベントには、パナソニックとパナソニック電工、電気事業連合会とその地区の電力会社の協賛スポンサーがついており、イベント会場ではドリームカー（宣伝カー）によるパナソニック製品の宣伝もなされている。
2007年3月21日の9時30分 - 11時54分に『きょうの料理50年 時代を映す懐かしの100レシピ』が放送された。
2007年6月14日は「特集★わが家に伝わる漬け物・保存食〜梅酒〜」にて梅酒のつくり方を放送したが、そのレシピ通りに個人が梅酒を作ると密造酒となり酒税法に抵触することが発覚し後日、謝罪放送がなされた。番組ホームページでは材料表記がホワイトリカーに訂正された。同じようなことがアニメ専門チャンネル・AT-Xの『アニメ女子おうちカフェ部♪』（2012年6月24日）でも起こった。
2023年6月27日は鳥羽周作の「強火で行こうぜ！フライパン1つでつくる絶品パスタ」の放送が予定されていたが、鳥羽と女優の広末涼子のダブル不倫騒動を受け、杵島直美の「薬味たっぷりだれで さっぱり＆ボリュームおかず」（6月5日の再放送）に差し替えられた。鳥羽は公式サイトの「講師一覧」からプロフィールが削除されたため、事実上の番組降板とみられる。
このほか、かつては沖縄放送協会・NHK沖縄放送局共に未成立であったため、本土復帰前の沖縄では民放テレビ局の沖縄テレビ（OTV、本土復帰後はフジテレビ系列）と、民間放送テレビ局のテレビ愛知（TVA、テレビ東京系列）で番組販売されていた時期があった。

## テキスト
NHK出版から毎月21日に全国の書店で番組テキスト最新号が発売される。毎月12月号は「御節料理」、6月号は「梅干し」など季節に合わせた特集となっている。
本放送で紹介できなかった料理も紹介されている（「番組で紹介できなかったレシピ」として番組ホームページにも掲載される）。裏表紙は長年味の素が広告を出し続けている。
1989年時点での公称発行部数は110万部、2023年10月1日 - 2024年9月30日の印刷証明付発行部数は224,033部である。